# El cartel: The Big Boss
El cartel: The Big Boss è il 4º album di studio di Daddy Yankee.

## Il disco
Il primo singolo ad essere pubblicato è stato Impacto, da cui è stato estratto un secondo singolo in versione remix, con la collaborazione di Fergie. Il secondo singolo è stato Ella me levanto, mentre il terzo Who's Your Daddy.
Gli ospiti dell'album sono: Akon, Nicole Scherzinger, will.i.am e Fergie.

## Tracce
| #  | Titolo                                                     | Artista collaboratore | Produttore                                | Lunghezza |
| -- | ---------------------------------------------------------- | --------------------- | ----------------------------------------- | --------- |
| 1  | El jefe                                                    |                       | Diaz Brothers                             | 3:57      |
| 2  | En sus marcas listos fuera                                 |                       | Menes, Tainy, Eli El Demente (Musicologo) | 3:26      |
| 3  | Cambio                                                     |                       | Santana & Tainy                           | 3:11      |
| 4  | Fuera de control                                           |                       | Luny Tunes & Tainy                        | 3:03      |
| 5  | Impacto                                                    |                       | Scott Storch & Tainy                      | 3:05      |
| 6  | Ella me levantó                                            |                       | Mr. G, Nely & Tainy                       | 3:29      |
| 7  | A lo clasico                                               |                       | Scott Storch, Nely & Tainy                | 3:55      |
| 8  | Bring It On                                                | Akon                  | Akon                                      | 3:43      |
| 9  | Who's Your Daddy                                           |                       | will.i.am                                 | 3:44      |
| 10 | El celular                                                 |                       | Nely                                      | 2:32      |
| 11 | Ven damelo                                                 |                       | Nely & Tainy                              | 3:36      |
| 12 | Papi Lover                                                 | Nicole Scherzinger    | Just Blaze, Echo & Diesel                 | 3:41      |
| 13 | ¿Qué paso?                                                 |                       | Scott Storch                              | 4:12      |
| 14 | Mensaje de estado                                          |                       | Mr. Collipark & Los Vegaz                 | 4:06      |
| 15 | Tensión                                                    | Hector ''El Father''  | Nely                                      | 3:21      |
| 16 | Soy lo que soy                                             |                       | Nely                                      | 4:11      |
| 17 | Coraza divina                                              |                       | Egy Rodriguez                             | 3:55      |
| 18 | Plane to PR                                                | will.i.am             | will.i.am                                 | 4:08      |
| 19 | Me quedaria (Samples Mario Bauza's Quedate Prod. by Humby) |                       | Humberto Viana                            | 4:20      |
| 20 | Todos quieren a Raymond                                    |                       | Egy Rodriguez                             | 4:41      |
| 21 | Impacto (Remix)                                            | Fergie                | Scott Storch & Tainy                      | 3:27      |

## Bonus track
iTunes Bonus Track
1. No comprende - 3:31

Target Bonus Track
1. Fiel amiga - 3:17

MTV $2 Bill Concert Series (Wal-Mart Exclusive)
1. Gangsta Zone - 3:20
2. King Daddy - 2:39
3. Dale caliente - 3:20
4. Machete - 3:08
5. Gasolina - 3:16